# Río Márquez
Der Río Márquez ist ein Fluss in den Departamentos Potosí und Oruro im Hochland des südamerikanischen Anden-Staates Bolivien.
Der Río Márquez entspringt als Río Huaña Jápo, auch: Río Huayña Jápo, im östlichen Teil des Höhenzugs Cordillera de los Frailes im Municipio Uyuni in der Provinz Antonio Quijarro im Departamento Potosí. Er fließt auf den ersten knapp einhundert Kilometern in westlicher Richtung und trägt im Mittellauf den Namen Río Molino. Als Río Márquez vereinigt er sich mit dem Río Mulato und biegt dann in Richtung Norden ab, im Unterlauf trägt der Fluss auch den Namen Río Anta. Nach insgesamt 150 Kilometern erreicht der Fluss den Poopó-See an dessen Südufer im Municipio Pampa Aullagas in der Provinz Ladislao Cabrera im Departamento Oruro.